# Paracalamobius tonkineus
Paracalamobius tonkineus là một loài bọ cánh cứng trong họ Cerambycidae.